# Fonds de pension d'État finlandais
Le Fonds de pension d'État (finnois : Valtion Eläkerahasto) est un fonds de pension créé en 1990 pour le financement des retraites des employés de l'État finlandais.
Il est sous le contrôle du ministère des Finances de Finlande.

## Présentation
Le conseil d'administration du fonds de pension est nommé par le ministère des finances, et est également supervisé par le département des marchés financiers. Le fonds n'est pas inclus dans le budget de l'État.
À la fin de 2018, le fonds emploie 24 permanents,,.

## Capital
La capitalisation boursière du fonds pour 2013 s'élevait à environ 16,3 milliards d'euros, et 19,5 milliards d'euros au 31 mars 2019.
Le fond est le neuvième actionnaire de Stockmann avec 2,28 % des parts.